# دریاچه تلمن
دریاچه تلمن (به لاتین: Telmen Lake) یک دریاچه در مغولستان است که در استان زوخان واقع شده‌است.